# 사이촌
사이촌(일본어: 佐井村)은 일본 아오모리현 시모키타반도 서부에 있는 시모키타군의 촌이다.
쓰가루 해협과 접하고 맑은 날에는 해협 건너 홋카이도를 바라볼 수 있다. 마을 면적의 대부분을 오소레잔 산지를 구성하는 산지가 차지해 해안선을 따라 평지 부분에 취락이 존재한다. 겨울에는 쓰가루 해협에서 바람이 강하게 분다. 산간부에는 눈이 많이 쌓이지만 평야부에는 강풍 때문에 별로 쌓이지는 않는다.

## 지리
아오모리현 시모키타반도의 서해안에 위치한다. 행정구역은 동경 140도 16부 140도 57부, 북위 41도 12부 41도 28부로 남북으로 가늘고 긴 형상을 이룬다. 오소레잔 산지를 구성하는 600m에서 800m급의 산들이 주위를 둘러싸고 있고 취락은 해안선을 따라서 8개의 취락이, 산간부에 1개의 취락이 점재한다. 사이 지구에 인구의 60% 정도가 집중되어 있다.

## 역사
옛날에는 에조의 정주 취락이 존재했다고 여겨진다. 에도 시대에는 난부번령이 되었고 난부 노송나무의 산지 및 적출항이자 에조치로의 도선항으로 번창하였다.
- 1889년 - 사이촌, 조고촌의 합병으로 사이촌이 되었다.

## 교통

### 도로
- 국도 338호선

## 인구
| 연도 | 인구  | ±%     |
| ---- | ----- | ------ |
| 1920 | 3,202 | —      |
| 1930 | 3,816 | +19.2% |
| 1940 | 4,364 | +14.4% |
| 1950 | 5,370 | +23.1% |
| 1960 | 5,271 | −1.8%  |
| 1970 | 4,622 | −12.3% |
| 1980 | 4,174 | −9.7%  |
| 1990 | 3,348 | −19.8% |
| 2000 | 3,010 | −10.1% |
| 2010 | 2,422 | −19.5% |